# The Grudge – Klątwa 3
The Grudge – Klątwa 3 (tytuł oryginalny The Grudge 3) – amerykański film fabularny (horror), sequel horroru The Grudge – Klątwa 2 (The Grudge 2, 2006). Premiera filmu odbyła się 12 maja 2009. Film jest trzecią częścią amerykańskiej trylogii The Grudge, na którą składają się remaki japońskiej serii Ju-on.
Opowiada on o zmaganiach pewnej amerykańskiej rodziny w budynku mieszkalnym znanym z drugiej części horroru. Spotykają oni Japonkę, która twierdzi, że z łatwością może pokonać zmorę. Widz poznaje nowych bohaterów, w tym doktor Ann Sullivan, która z chęcią udzieli pomocy oraz utalentowaną malarkę Gretchen. Już na początku opowieści Jake - znany z poprzedniej części - ginie, ale to tylko pierwsza ofiara.
Oficjalnie informację o planach zrealizowania trzeciej części podała wytwórnia Sony Pictures na konwencie fanów Comic-Conu (San Diego w Kalifornii) w 2006 roku.